# Marans (poule)
Pour les articles homonymes, voir Marans.
Pour des articles plus généraux, voir Gallus gallus domesticus et Liste des races de poules.
La Marans une race de poules domestiques, française, originaire des environs de la petite ville de Marans (Charente-Maritime) aux abords du Marais poitevin.

## Origine

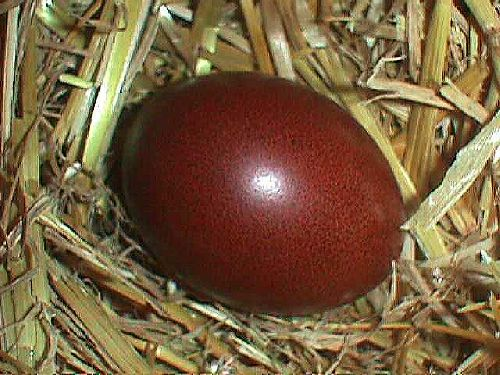
Très bel œuf brillant avec filigrane en fins pointillés

Apparue au début du XXe siècle, la Marans provient de différents croisements entre des souches de poules locales (que l'on appellera marandaises un peu plus tard) et d'anciennes races (comme les combattants anglais, ancien type dont elle a hérité la robustesse et certaines couleurs des plumages actuels) importées par les marins qui faisaient escale dans ce port. Elle sera croisée avec des races plus lourdes comme la Langshan et la Cochin qui étaient importées sur le territoire français vers la fin des années 1870 et dont elle a hérité l'emplumement des tarses et le renforcement des gènes des œufs très colorés ainsi qu'une ponte assez généreuse. 
Plusieurs coloris spécifiques du plumage chez la Marans corroborent en effet le fait que le Combattant anglais ancien type figurait bien dans les croisements locaux qui ont permis la naissance de la Marans (les variétés bleues, froment, saumon doré, noir cuivré etc.). La thèse vétérinaire incontestée du Docteur Honoré Gautronneau de 1936, spécialiste de la Marans de cette époque, ne manque pas de nous le rappeler, notant au passage cette ressemblance parfois constatée de certaines Marans d'alors avec le Combattant anglais ancien type :

« un mélange de plusieurs populations locales dont l’une descendrait des Combattants anglo-normands et de races plus lourdes à coquille brune (principalement Langshan et Cochin). »

Le secteur précis de naissance de la Marans est une zone du marais poitevin couvrant les trois départements suivants : le Nord de la Charente-Maritime, le Sud de la Vendée et des Deux-Sèvres, dans le triangle Marans - Courçon - Luçon - Coulon.

## Description

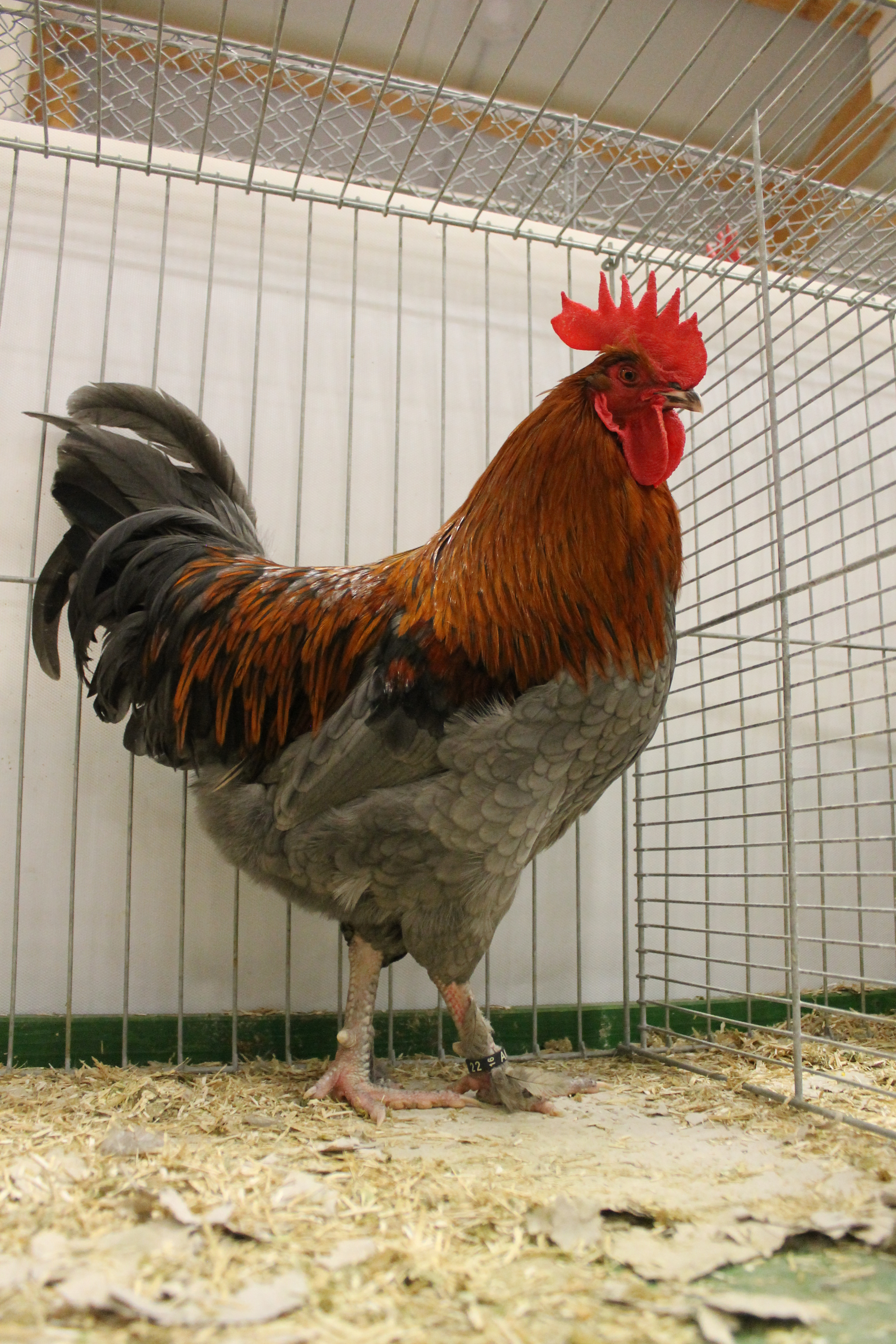
Coq Marans bleu à camail cuivré

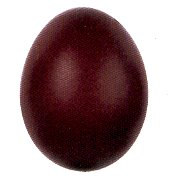
Très bel œuf de niveau 8 à 9 du type uniforme et brillant.

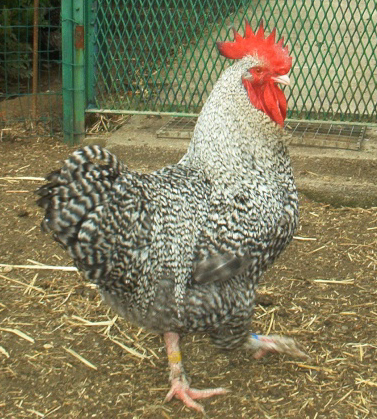
Coq Marans coucou à camail argenté

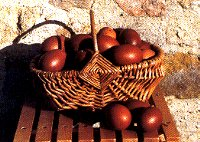
Ensemble d'œufs typiques de la race de niveau 5 à 7 environ

C'est une volaille assez forte, de hauteur moyenne, donnant l'impression de robustesse et de rusticité, sans lourdeur. Son plumage est assez serré au corps, jamais « bouffant » ; la présence de plumage mou est un signe éventuel de croisement « hors la race » ou d'un retour atavique à rejeter.
La Marans se caractérise par un corps assez allongé, de forme rectangulaire et non pas triangulaire du type Langshan (avec un dos trop court ou concave, naturel chez la poule Croad Langshan mais un défaut majeur pour la Marans).
Autre signe racial essentiel : ses tarses blanc rosé de taille moyenne sont obligatoirement emplumées sur l'extérieur et de manière pas trop abondante. L'emplumement des tarses est dit moyen ou léger et ne doit jamais comporter de manchettes dites « bottes de vautour ».
Cette race possède une crête simple, des oreillons rouges sans traces de blanc et des yeux rouge orangé. La queue est de grandeur moyenne, portée à mi-hauteur, jamais longue, légèrement relevée sans trop dépasser 45° par rapport à l'horizontale, surtout pas verticale du type "queue d'écureuil", ce qui est un grave défaut. En général, elle ne possède pas les deux plus grandes faucilles de beaucoup d'autres races, dont un autre parfait exemple est la poule Wyandotte.
La marans est une race à deux fins, bonne pondeuse (150 à 200 œufs par an), rustique et de bonne taille qui présente la particularité de pondre des œufs dits « extra-roux » les plus foncés qui soient en couleur et en brillance, ce qui lui vaut le surnom de « poule aux œufs d'or » (la Penedescenca espagnole pond des œufs au coloris un peu inférieur et moins brillant, d'autres races à œufs bruns ne sont plus sélectionnées pour la couleur de leurs œufs, pourtant assez foncés à l'origine). Les œufs atteignent couramment 75 à 80 g.
Les plus beaux œufs de Marans approchent de la couleur noire, dans des cas absolument exceptionnels, ils sont alors, parfois, à reflets violacés (niveau 9 et même au-delà sur l'échelle MCF). Cependant, cette couleur correspondant à une accumulation quasi-accidentelle des pigments purs sur la cuticule, n'est pas un objectif absolu de sélection. 
Dès lors que le niveau minimum 4 ou mieux le niveau 5 est constaté par comparaison à l'échelle des couleurs (œuf extra-roux cuivré et brillant), l'objectif de la ponte d'œufs dits « extra-roux » est atteint et autorise l'appellation "Marans". Les œufs de début de saison (printemps) sont les plus colorés car c'est à ce moment-là que la poule dispose d'un maximum de protoporphyrine, la protéine à l'origine de la couleur rousse de ses œufs.
Une poule, sous prétexte qu'elle est née ou qu'elle a été élevée à Marans, n'est pas forcément une Marans. Pour être une Marans, une poule doit respecter le standard de la race et la ponte d'œufs extra-roux très foncés, comme précisé dans le standard originel.
Les Marans sont aussi excellentes comme volailles de type chair (bons poulets, excellents chapons et poulardes) et sont assez résistantes aux maladies.
Les poules Marans couvent assez fréquemment et sont de bonnes mères. Ceci est un plus pour les éleveurs intéressés par les couvaisons naturelles. Cette méthode est toujours aussi couramment constatée aujourd'hui.
La race de Marans est assez sociable, c'est une poule plutôt paisible et calme qui ne s'envole pas très haut. En général, elles sont dociles et jamais nerveuses (un comportement trop vif ou sauvage serait un défaut pour la race). Les espaces herbeux ou les prés plantés leur conviennent parfaitement.
Certains coqs adultes, très chevaleresques, sont observés avec des aptitudes qui sont propres aux combattants de type « endurance » des gallodromes (retours ataviques de comportements ancestraux présents dans le génome ?).

## Standard

### officiel (France et international)

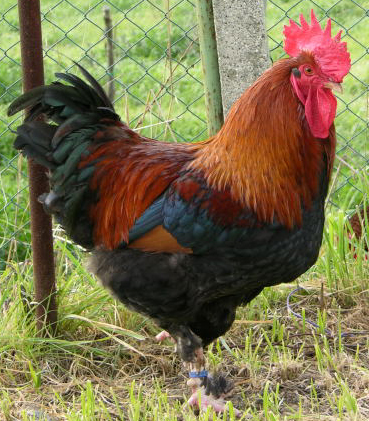
Coq Marans de la variété froment. À l'inverse des coqs noirs à camails cuivrés, les coqs froments possèdent le miroir brun sur l'aile en forme de triangle. Les nuances de rouge et de cuivré de ces deux variétés diffèrent sensiblement.

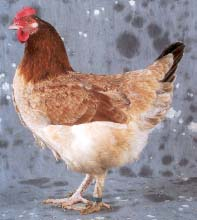
Poule Marans de la variété froment. Le coloris du plumage est totalement différent de celui du coq froment.

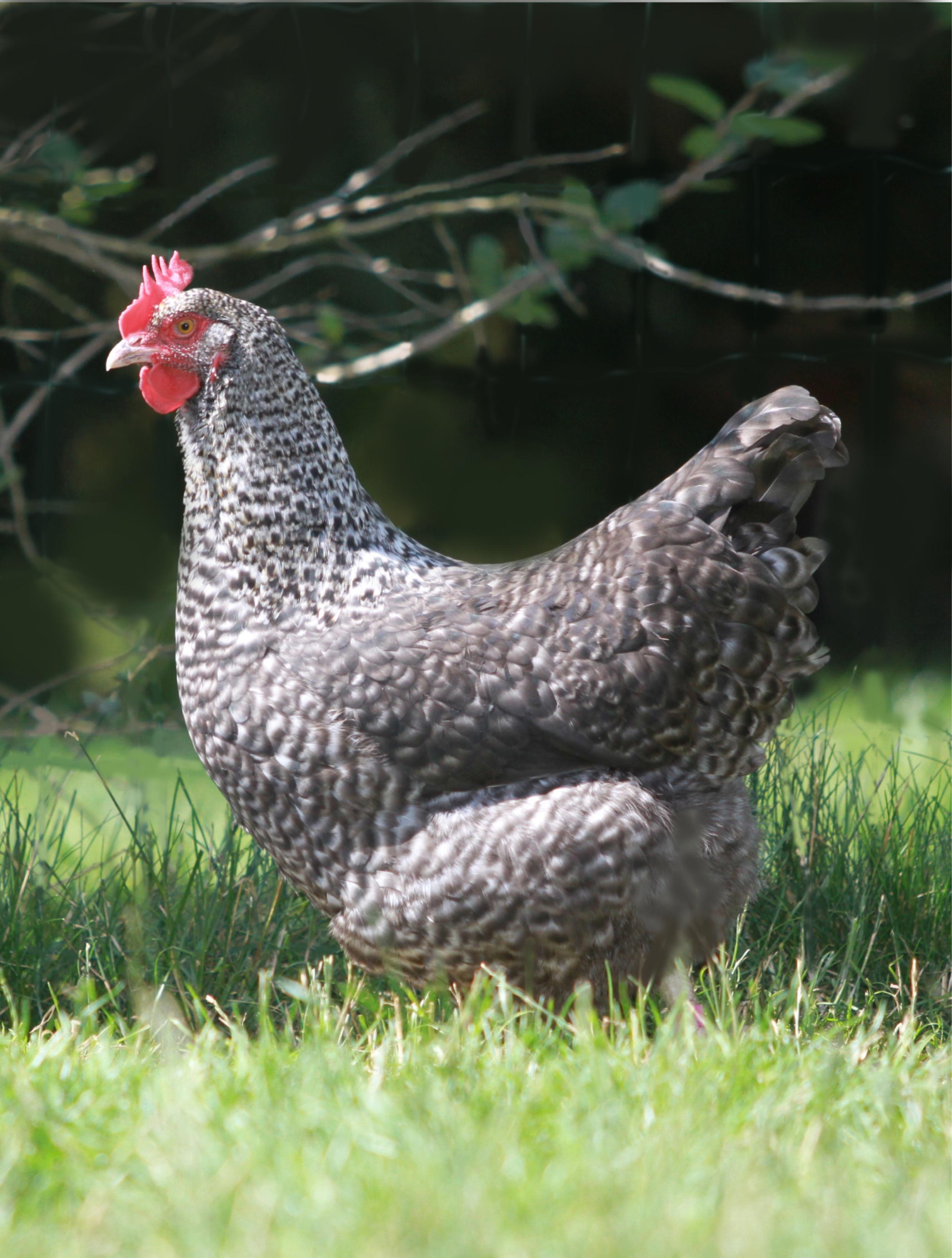
Poules Marans coucou à camail argenté

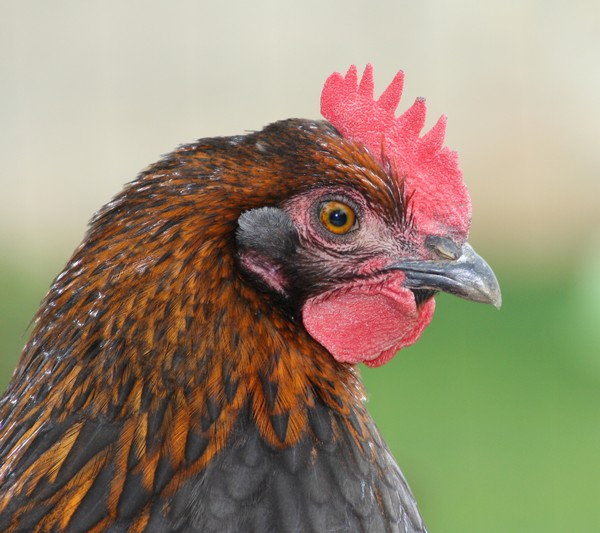
Tête de marans noire à camail cuivré

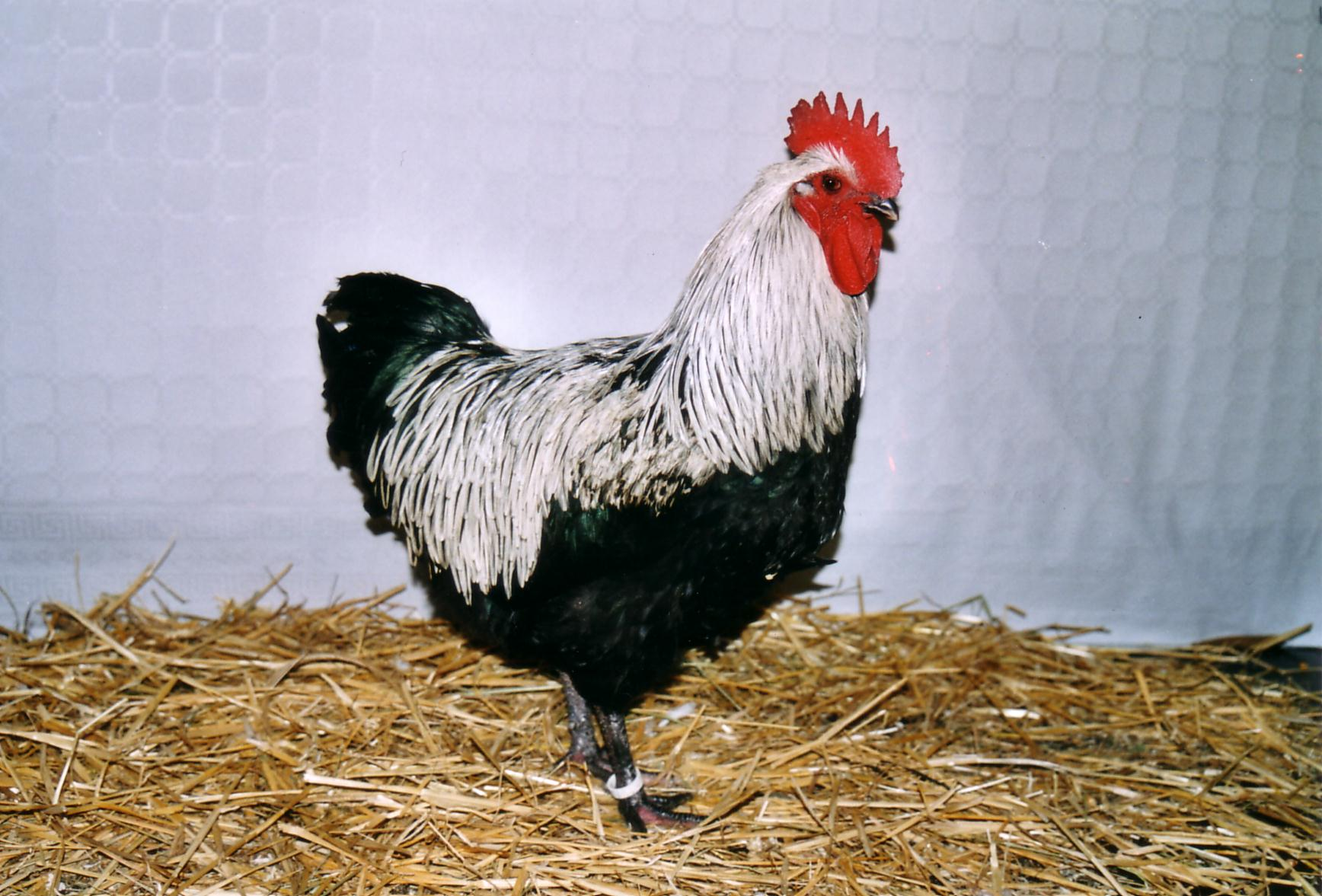
Coq Marans noir à camail argenté

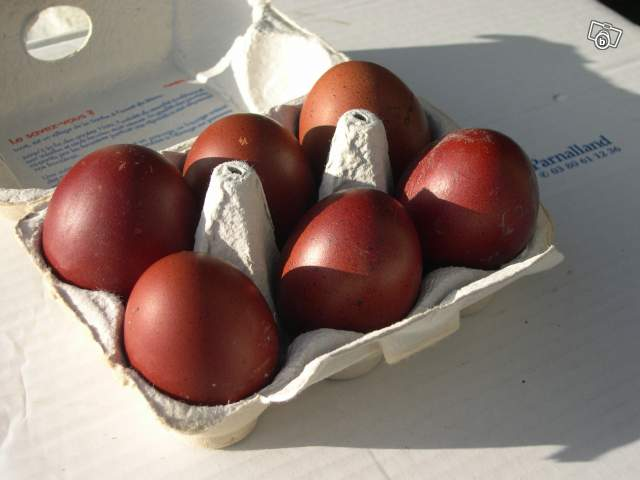
Œufs de poule Marans

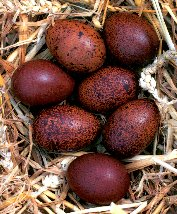
Les œufs de Marans du type brillant avec "macules"

Au cours de l'année 1930, la Commission des Standards de la SCAF, comprenant MM. Waroquiez, San-Gelli, Macé, et le professeur Sebilleau, visita dans la région de Marans plus d'une centaine de fermes pour définir le standard de la race de cette poule Marandaise que l'on appellera « Marans ». Le premier standard fut inscrit au catalogue général de la SCAF en 1931. Il décrivait à cette époque les seules six variétés de Marans qui avaient été découvertes en nombre suffisant dans les élevages de la région d'origine : la Blanche, l'Herminée, la Coucou argentée, la Coucou dorée, la Rouge et la Noir à camail cuivré. Cette dernière représente aujourd'hui à elle seule près de 50 % du cheptel.
La variété Noir Uni n'existait manifestement pas au départ, elle n'était par ailleurs même pas citée lors de la création du standard de la race. Elle ne sera introduite dans celui-ci que bien plus tard en 1949 et demeure un peu énigmatique aujourd'hui. En effet, rien ne semble la retrouver pure dans le patrimoine génétique de la race sauf par d'éventuels croisements « hors la race » toujours à exclure. Il n'est plus contesté que les Marans noires à camail cuivré, lorsqu'elles sont en excès total de noir (ce qui est assez fréquent dans les souches mal sélectionnées pour leur coloris avec priorité longtemps donnée à l'œuf extra-roux) sont confondues depuis toujours avec la vraie variété Noir Uni qui est cependant très différente génétiquement. Les sujets d'aspect noir uni sont donc en général des noirs à camails cuivrés ou des noirs à camails argentés en situation de quasi total excès de noir sur le simple aspect phénotypique. Cette variété peut, sur le plan génotypique cette fois, polluer indéfiniment les souches pures de la variété noire à camail cuivré ou noire à camail argenté lorsqu'elles apparaissent régulièrement en excès de noir. La variété Noir Uni peut subir à tout moment les erreurs de croisements avec de mauvaises noires cuivrées en situation d'excès de noir. 
La variété Rouge, autrefois nommée rouge-fauve-saumoné-perdrix - ce qui est génétiquement insensé- était une dénomination erronée. Le Marans-Club de France le découvre dans un élevage de l'Aisne en 1992. Il s'agissait des variétés génétiques Froment et Fauve Acajou à queue noire perpétuellement croisées entre elles. Les coqs Froment issus de ces souches, ressemblant pour les profanes aux coqs Noirs à camails cuivrés, étaient écartés à tort de la sélection du Froment. Ces deux variétés sont dorénavant sélectionnées séparément en parfaite logique génétique.
La variété Herminée, suivie actuellement par le Marans-Club de France, est rarissime sur la base des souches originelles de la race avec très beaux œufs, elle existe donc toujours. En conséquence, les souches issues de croisements avec la race Poule de Bourbourg blanche herminée (elle-même reconstruite de toutes pièces) ou avec d'autres races blanches herminées, sont à rejeter. Le coloris herminé de la Bourbourg ou de la Sussex n'appartient pas à la même famille génétique que celle de la Marans Herminée originelle. La variété noire à camail argenté est désormais homologuée par la Commission des standards depuis le début 2005, à l'occasion du championnat de France de la Marans 2004 de Niort.
La variété Bleu Cuivré, issues de souche de vraies Marans d'origine aux très beaux œufs, est en cours d'homologation en 2010.
Les variétés Saumon doré et Saumon argenté sont sauvegardées et suivies par une commission d'éleveurs au sein du Marans-Club de France, lesquels travaillent de concert pour une éventuelle homologation officielle dans les années à venir. C'est une des rares races françaises à figurer parmi les 108 races de poule reconnues du British Poultry Standard.
- Aspect général :

Volaille assez forte, de hauteur moyenne, donnant l'impression de robustesse et de rusticité, sans lourdeur, plumage assez serré au corps, silhouette recherchée de type rectangulaire. L'ensemble de l'animal tient dans un carré.
- Caractéristiques du coq :
- Corps : fort, assez allongé, plutôt large.
- Cou : long, assez fort, légèrement courbé, camail abondant couvrant les épaules.
- Dos : long, plat, légèrement incliné vers l'arrière.
- Épaules : larges.
- Ailes : assez courtes, serrées au corps.
- Selle : Large, sans coussin, recouverte de lancettes abondantes.
- Queue : Forte à la base, assez courte, taille moyenne, légèrement relevée sans trop dépasser 45° par rapport à l'horizontale.
- Poitrine : Forte, large.
- Abdomen : large et bien développé.
- Tête : Plutôt forte, légèrement aplatie et allongée.
- Face : rouge avec léger duvet.
- Crête : simple, droite, assez épaisse et de taille moyenne. Le lobe arrière ne touche pas la nuque.
- Barbillons : moyens, texture fine.
- Oreillons : rouges, moyens, allongés.
- Yeux : rouge orangé, vifs.
- Bec : assez fort, légèrement busqué, de couleur corne claire à foncée suivant les variétés.
- Cuisses : Fortes, sans bouffant ni manchettes.
- Tarses : Moyens, légèrement ou moyennement emplumés, blanc rosé sauf pour toutes les variétés à couleur de fond noire ou bleue admis grisâtre plus ou moins foncés avec semelles blanches.
- Doigts : Quatre, dont le doigt externe est légèrement emplumé.
- Plumage : assez serré au corps.

- Caractéristiques de la poule:

Mêmes caractéristiques que le coq compte tenu des différences sexuelles. Ligne de dos moins inclinée. Abdomen développé. Crête fine, droite ou légèrement inclinée dans sa partie arrière.
- Défauts graves de caractéristiques :

Manque de masse, enlevé, trop svelte vu de face, silhouette triangulaire ou en V, type élancé trop vertical, oreillons blancs ou jaunes, yeux clairs ou noirs, tarses non emplumés.
Plumage bouffant, plumes longues et molles, manchettes.
Coq pesant moins de 3 kg. Poule pesant moins de 2,2 kg.
- Variétés de coloris :

Blanc, noir, froment, saumon doré, blanc herminé noir, coucou à camail argenté, coucou à camail doré, fauve acajou à queue noire, bleu à camail cuivré, noir à camail cuivré, noir à camail argenté
- Pour le Noir à camail cuivré :

Coq : plumage noir brillant à reflets verts avec parure cuivrée (ni jaune, ni acajou), plumes du camail et lancettes noires largement bordées de rouge cuivré, poitrine noire ou légèrement tachée de roux, brassards et miroirs noirs. Poule : plumage noir avec reflets, camail cuivré, poitrine noire. Défauts éliminatoires de coloris : coq : miroir brun aux ailes, camail jaune. Poule : dessins bruns sur le corps
- Représentativité des différentes variétés de la Marans:

En 2010, la noire à camail cuivré est la variété la plus répandue avec environ 41 % des effectifs, bleue à camail cuivré (11 %), froment (8,5 %), noire à camail argenté (8,5 %), coucou à camail argenté (8,5 %), coucou à camail doré (4,5 %), blanc sale ou splash (4,5 %), blanche (3,5 %), saumon dorée et saumon argentée (3 %), bleue à camail argenté (2,5 %), fauve acajou à queue noire (2 %), noire unie (1 %), famille perdrix (1 %), Marans naines (1 %), blanche herminée noir (0,3 %).
- Masse idéale : Coq: 3,5 kg ; Poule: 2,6 kg.
- Diamètre des bagues : Coq : 22 mm ; Poule : 20 mm
- Masse minimale de l’œuf à couver : 65 et 75 grammes (poulette et poule de deux ans)
- Couleur et forme des œufs :

À rechercher la production d’œufs gros et extra-roux. Les œufs sont assez peu ovoïdes, plus arrondis que les œufs classiques mais on doit parvenir encore à en différencier chacun des deux bouts. 
Coquille extra-rousse de couleur acajou foncé ou chocolat et d'aspect satiné presque brillant pour les meilleures. Les coquilles peuvent être de trois types: unies, avec pointillisme ou avec macules plus foncées. 
Les coquilles de couleur très foncées peuvent montrer des nuances violacées. 
Couleur minimum niveau 4 sur l'échelle de coloris du MCF)...mais c'est plutôt le niveau minimum de 5 qui est actuellement recherché comme étant plus représentatif de la race Marans typique.
Marans naine :
Descriptif identique en tous ses points pour la Marans naine à celui de la Marans grande race (GR) sauf la masse qui est de un tiers environ de celle de la GR ainsi que la taille et le poids de son œuf qui sont plus faibles.
- Masse idéale : Coq: 1,1 kg ; Poule: 900 g.
- Œufs : 40 g, coquille extra-roux très foncé
- Diamètre des bagues : Coq : 16 mm ; Poule : 14 mm

### Marans anglaise

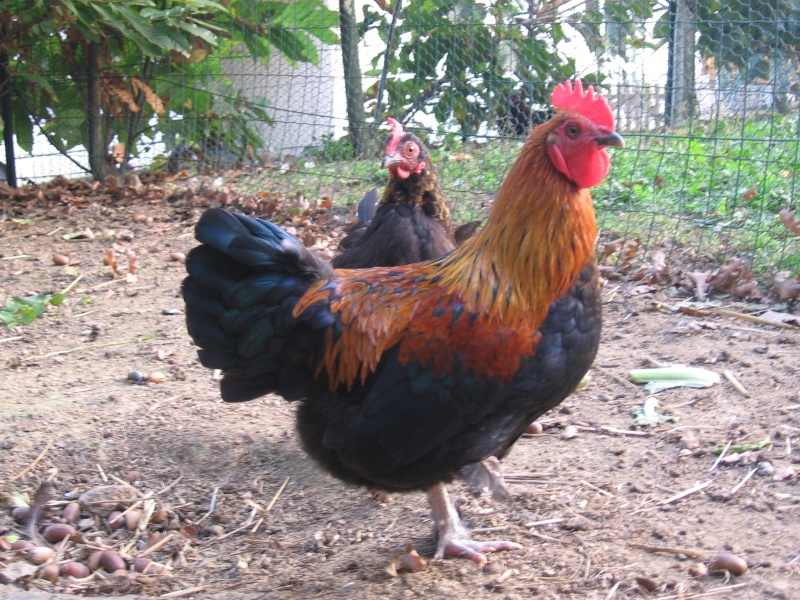
Coq Marans nain noir à camail cuivré

Il existe aussi une Marans dite anglaise qui se distingue assez nettement de la vraie Marans française notamment par l'absence de plumes aux tarses. Le type anglais avait été créé dès le début des années 1930 sur la base d'un standard différent de celui de la race française originelle conçu dans la région de Marans, contre l'avis des créateurs de la vraie Marans française appartenant au MCF (Marans-Club de France) et à la SCAF et cela, tout en conservant cependant le nom français de « Marans ». Ceci n'est plus accepté aujourd'hui. Seul le standard du pays d'origine d'une race pure s'impose et le nom « Marans » est protégé. La Marans de type anglais n'est plus reconnue. Seule la Marans française conforme au standard officiel de l'Entente européenne des standards donne droit à l'appellation « Marans ».
La Marans naine dont la masse est trois fois moindre que celle de son aînée grande race sera créée en Angleterre en 1936 dans le coloris coucou argenté mais sans respecter les tarses emplumés tels que défini dans le standard français originel. Tous renseignements sont donnés sur le site du Marans-Club de France.

### Utilisation en croisements

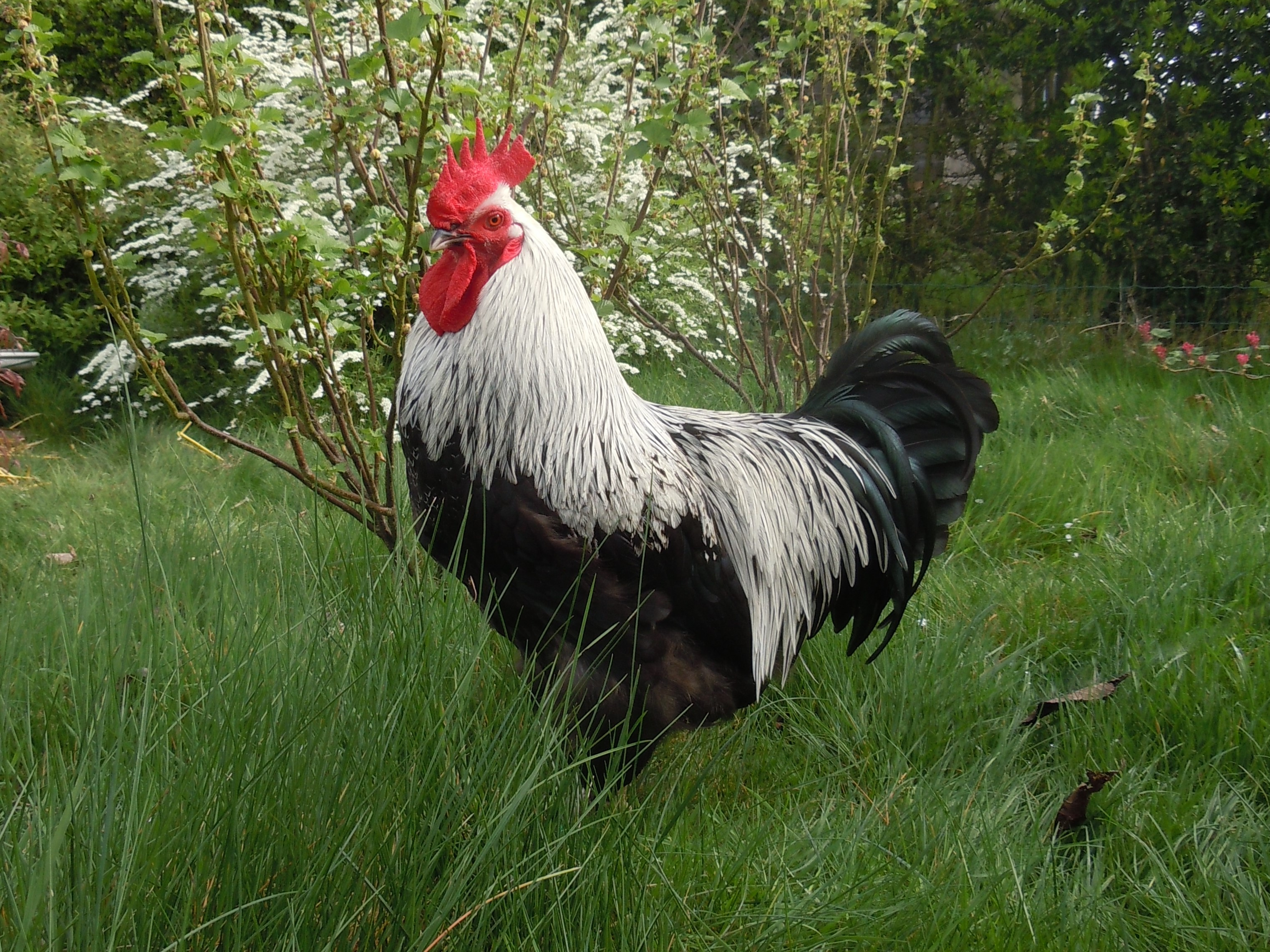
Coq Marans noir à camail argenté

La race Marans a été utilisée pour la création de souches de poules pondeuses d'œufs roux cuivré. C'est le cas pour la souche M33, créée en 1965 à la Station INRA du Magneraud. Issue du croisement d'une souche de Marans "fauves" et faisant intervenir pour moitié une souche issue de Gâtinaise de la Station de recherches avicoles de Jouy-en-Josas (Merat 1955), la M33 est une pondeuse d'œufs roux cuivré de 61 g mais dont on notait que la variation de couleur était plus grande que chez la Marans, ce qui rend aléatoire la qualité de présentation et d'uniformité d'un lot (problème de la fragilité génétique du coloris pigmentaire de la coquille foncée). Cette sélection du Magneraud, qui ne pouvait rivaliser avec les souches de pondeuses à consanguinité nulle testées à cette époque par l'INRA à Ploufragan, fut abandonnée en 1978.
De même la Noirans, création plus contemporaine et privée, en est une autre, pondant des œufs roux cuivré aux tonalités un peu aléatoires comme tout croisement issu de Marans. Elle est la conséquence du choix d'une stratégie marketing concernant la nature du produit dont le nom rappelle par sa consonance la Marans dont elle serait issue avec, sur l'emballage, une description qui induit la confusion avec la Marans économiquement très porteuse, par une utilisation de son historique quelque peu déloyale si ce n'est trompeuse. La formation de cette souche destinée à la production professionnelle a accompagné l'établissement d'une filière de production particulière à partir de 2001. L'objectif est d'ajouter un œuf à coquille plus foncée, aux nuances cuivrées, à la gamme proposée en grande distribution mais au cas d'espèce, il est réalisé dans le créneau qualitatif du simple « élevage au sol ».